# Puput arbòria verda
La puput arbòria verda  o puput dels arbres verda (Phoeniculus purpureus) és una espècie d'ocell de la família dels fenicúlids (Phoeniculidae) que habita sabanes i acàcies arbustives del Senegal, Gàmbia, sud de Mali, de Níger i de Mauritània, Burkina Faso, Guinea Bissau, Guinea, Sierra Leone, Costa d'Ivori, Ghana, Togo, Benín, Nigèria, Camerun, República Centreafricana, sud del Txad, el Sudan del Sud, Etiòpia, República Democràtica del Congo, Ruanda i Burundi, Uganda, Kenya, Tanzània, Zàmbia, Malawi, Moçambic, nord i est de Botswana, Zimbàbue, centre de Namíbia, sud d'Angola i centre i est de Sud-àfrica.